# Borg (Star Trek)
I Borg sono una specie cyborg immaginaria dell'universo fantascientifico di Star Trek. I Borg sono organizzati in una sorta di "mente alveare" collettiva chiamata Collettivo Borg, cui fa capo uno speciale drone Borg, la Regina Borg. I Borg sono comparsi per la prima volta sullo schermo nella serie televisiva Star Trek: The Next Generation e in seguito sono apparsi anche nelle serie Star Trek: Voyager, Star Trek: Enterprise, Star Trek: Lower Decks e Star Trek: Picard, oltre che nel film Primo contatto. Sono considerati i nemici più temuti e letali della Federazione dei Pianeti Uniti.
La rivista TV Guide nel 2013 ha classificato i Borg al quarto posto nella classifica dei 60 personaggi più cattivi di tutti i tempi,, mentre Rolling Stone li ha classificati al nono posto nel 2016 nella lista dei 40 più grandi cattivi di sempre. La rappresentazione del cubo Borg nell'episodio Chi è Q? della seconda stagione della serie Star Trek: The Next Generation ha avuto una nomination ai Premi Emmy.

## Caratteristiche
I Borg sono esseri umanoidi che includono nella propria anatomia componenti tecnologici che li rendono cibernetici aumentando le loro capacità fisiche e mentali anche se, allo stesso tempo, l'assimilazione allo stato di Borg priva ogni nuovo drone della sua individualità. Essi si servono di queste nuove tecnologie per acquisire le peculiarità biologiche di specie, culture, razze e mondi diversi, in modo tale da perfezionarsi costantemente, allo scopo (utopistico) di diventare la "specie perfetta"; l'atto di acquisire nuovi individui viene chiamato "assimilazione". Sebbene il concetto di individui con impianti cibernetici non sia nuovo nella fantascienza, i Borg si distinguono da tutti i loro predecessori per l'estrema aggressività della loro specie e per il loro comportamento collettivo.
Le menti dei Borg sono collegate tra loro da una struttura collettiva, chiamata alveare, che sembra diretta da una leader, definita la Regina, l'unica Borg in grado di generare pensieri indipendenti. Non è noto quante Regine Borg esistano nell'universo, anche se è assodato che siano più di una. La finalità dei Borg è, per loro stessa ammissione, il miglioramento della specie nella ricerca della perfezione.
I Borg intendono raggiungere questa finalità attraverso l'assimilazione forzata di altre specie intelligenti e tecnologicamente avanzate, meritevoli di poter ricevere un miglioramento, sfruttandone le peculiarità biologiche e tecnologiche e integrandole nella loro società. L'assimilazione di un individuo di altra specie viene ottenuta iniettando, per mezzo della perforazione di due tubolari all'altezza della giugulare, microscopiche macchine chiamate nanosonde. Queste attaccano l'organismo modificandolo a livello cellulare e, in brevissimo tempo, aggrediscono sia il livello fisico che quello mentale, sopprimendo l'individualità della vittima, al fine di vincolarla ed integrarla a svolgere mansioni imposte per il beneficio dell'intera collettività. Non per nulla, con il messaggio «Voi sarete assimilati, la resistenza è inutile», si evince che i Borg sono consapevoli della potenza del processo di assimilazione. 
I Borg hanno un'elevatissima capacità di adattamento; quando incontrano un ostacolo biologico o tecnologico, lo analizzano e normalmente sviluppano una contromisura (adattamento) che compensa lo svantaggio annullando così la minaccia. L'esempio più comune lo si evince durante lo scambio di colpi di phaser contro i vascelli Borg i quali, dopo i primi colpi subiti, avendo raccolto sufficienti informazioni per poter adattare i loro scudi alle armi, neutralizzano di fatto la possibilità di riportare danni ai sistemi vitali. L'adattamento non è limitato alle soli navi spaziali, ma anche agli scudi di ogni singolo drone.
I Borg sono dotati di caratteristiche astronavi dalle perfette forme geometriche: le più comuni sono a forma di cubo, ma è anche numerosa la presenza di vascelli tattici da ricognizione di forma sferica, utilizzati principalmente per l'esplorazione dello spazio profondo e, seppur visti molto raramente, esistono con certezza anche mezzi di forma prismatica. Di questi ultimi vascelli si ipotizza l'uso solo nelle vicinanze dei plessi centrali e non si hanno informazioni sul loro effettivo scopo. Solo quando Sette di Nove viene costretta a riunirsi alla collettività e condotta al plesso centrale, si apprende della loro esistenza. Le navi Borg sono in grado di utilizzare la propulsione di transcurvatura, un metodo di spostamento notevolmente più rapido della propulsione a curvatura.

### Il Collettivo Borg
Tramite innesti neurali applicati sul loro corpo, i Borg sono collegati a una rete, il Collettivo, che sfrutta per il suo funzionamento bande di frequenza del subspazio con modalità per certi versi simili al raggio traente. Il primo a effettuare indagini approfondite sulla tecnologia di interfaccia su cui si regge il Collettivo Borg è stato Data, il quale ne ha determinato parte della natura mediante un'analisi multimodale dei riflessi sul capitano Picard..
Il collettivo, che si comporta come se fosse un unico individuo, pur perseguendo nel suo complesso una ed un'unica missione, è suddiviso in sottounità discrete dette Unimatrici. Le Unimatrici sono identificate, come quasi tutto nella cultura Borg, mediante identificativi numerici. L'Unimatrice 1 pare essere quella di pertinenza della Regina Borg, ossia il capo del Collettivo, di cui costituisce il "cervello". Oltre a questa suddivisione, i droni sono contrassegnati da designazioni numeriche del tipo "Sette di Nove", che presumibilmente si riferiscono a ulteriori sottodivisioni all'interno della stessa matrice. Oltre alla designazione numerica, i singoli droni sono caratterizzati da una descrizione di ruolo/funzione come coprocessore, subprocessore e simili.

### Il drone Borg
Tipicamente, i Borg non vengono al mondo come esseri cibernetici, ma gli impianti vengono integrati nella fase successiva alla assimilazione. Tuttavia, le modalità riproduttive dei Borg (se ne esistono) non sono mai state del tutto chiarite.
Quando un individuo non ancora adulto viene catturato e ne inizia il processo di assimilazione, viene inserito in una camera di maturazione all'interno della quale lo si sottopone a un'accelerazione del processo di crescita biologica. Vengono applicati i vari impianti cibernetici e si inizia la ristrutturazione sinaptica necessaria alla completa integrazione del nuovo drone nel Collettivo. Al termine di questo processo, il drone, ricevuta la sua designazione, entra a far parte della collettività Borg. Il drone rimarrà al servizio del Collettivo fino a quando cesserà di funzionare. Di particolare interesse, in merito alla cessazione del funzionamento, è il recupero delle componenti cibernetiche, probabilmente destinate al riutilizzo ma anche al fine di evitare, di fatto, che tecnologie sensibili possano cadere in mani altrui. È anche noto che i Borg siano soliti inviare vascelli per il recupero dei resti delle loro astronavi, nonché per il recupero dei droni deceduti. Raramente la Collettività trascura tale aspetto e presumibilmente, quando succede, è perché il recupero esporrebbe l'intera collettività a rischio, soprattutto quando le cause della distruzione o del malfunzionamento dipendono da fattori sconosciuti e quindi potenzialmente pericolosi.
Benché, mentre è collegato al Collettivo Borg, ogni traccia di individualità venga profondamente soppressa, il drone tende a recuperare gradualmente i suoi ricordi nel caso in cui circostanze esterne causino un'interruzione della connessione con la mente collettiva. A causa della pervasività delle modifiche effettuate, anche se un drone viene separato in maniera permanente dal Collettivo, non è possibile, allo stato delle conoscenze mediche della Flotta Stellare, rimuovere tutti gli impianti. Tanto più indietro nel tempo risale l'assimilazione, tanto più gli impianti divengono necessari per la sopravvivenza dell'ex drone.

### La Regina Borg
La Regina Borg è un drone particolare, in grado di comandare la collettività e, al tempo stesso, di pensare come un individuo e comprendere le emozioni.
La Regina Borg ha principalmente l'obiettivo di mediare con eventuali soggetti esterni di altre razze. Infatti la Regina è l'unica entità Borg in grado di interagire e di comunicare liberamente, vincolata comunque dallo scopo finale che questo giovi al bene della collettività.
Va comunque evidenziato che le particolari caratteristiche della regina, seppur inconsapevolmente, la rendano fallibile e talvolta imprevedibile . 
L'unicità nel provare emozioni, ad esempio, che, nell'interesse della collettività, è per i comuni droni impossibile, ha portato in alcune occasioni a commettere errori e a prendere decisioni che addirittura hanno nuociuto all'intera collettività. Ciò è evidenziato nel film Primo contatto in cui la Regina decide di accettare autonomamente le condizioni del capitano Picard, per la liberazione del comandante Data, androide non ancora assimilato, in cambio del suo reintegro nella collettività come Locutus di Borg e della conseguente disponibilità ad affiancare la Regina nell'eterna missione dei Borg. La scelta della Regina, però, porta alla distruzione dei pochi Borg presenti sull'Enterprise E, oltre alla contingente liberazione di Data, alla conseguente liberazione di Picard e alla sconfitta finale.
Altri esempi sono presenti nella serie televisiva Star Trek Voyager, allorché, nelle ultime stagioni della serie, la collettività risentirà di gravi ripercussioni per l'ossessione della Regina nel voler a ogni costo il ritorno alla collettività di Sette di Nove, strappata ai Borg alla fine di un periodo di temporanea collaborazione.
Sempre nella medesima serie le decisioni autonome della Regina, costretta dagli eventi, infliggeranno gravissimi danni alla collettività, con la distruzione di decine di vascelli e di migliaia di droni. 
Infine, nel doppio episodio finale della serie della stessa serie televisiva, la Regina Borg viene presumibilmente uccisa dopo che la Voyager ha inflitto gravissimi danni all'intera collettività Borg. Determinante sarà l'assimilazione dell'ammiraglio Janeway, proveniente dal futuro con la missione di far tornare la Voyager a casa prima del tempo, in collaborazione con la sua giovane alter-ego capitano Janeway: una volta assimilata, avendo dentro di sé un virus (un patogeno neurolitico), porterà "caos nell'ordine" che sarà fatale alla Regina Borg. La presunta morte della Regina ha come conseguenza la distruzione di un complesso sistema vitale per la dislocazione dei vascelli Borg nell'intera Galassia. A oggi è presumibilmente il danno inferto ai Borg più devastante.

### Etica e "religione" dei Borg
Il fine ultimo dei Borg è raggiungere la perfezione. Per conseguirlo essi assimilano intere culture e civiltà per acquisire peculiarità biologiche e tecnologiche ritenute desiderabili. Tuttavia, il Collettivo vede se stesso come impegnato in un'opera di redenzione dall'imperfezione delle civiltà che assimila: «Assimilando altri esseri alla nostra collettività, li portiamo più vicini alla perfezione».. La tendenza verso la perfezione è l'istinto dominante nella vita del Collettivo Borg, cui sono subordinate anche le vite non solo di singoli droni, ma di navi intere o di interi sistemi stellari.

### I Borg e la morte
Per i Borg la morte di un singolo componente è irrilevante; anzi, esemplari del Collettivo che malfunzionino possono essere smantellati, qualora ripararli sia una scelta meno efficiente, o possono essere rifiutati dal collettivo quando la loro imperfezione risulti una potenziale minaccia per le aspirazioni della mente alveare.
Altre osservazioni sul rapporto tra Borg e morte:
- Per i Borg, la morte è tecnicamente reversibile entro settantadue ore dal decesso di un individuo, grazie a una tecnica derivata da una specie assimilata;[18].
- Quando un drone Borg cessa di funzionare, le sue esperienze, i suoi ricordi non cessano di esistere, ma alcune parti vengono comunque conservate all'interno della coscienza collettiva.

## Storia
(I Borg prima dell'attacco)

### Origini
I Borg sono degli umanoidi cibernetici; la loro origine essenziale come specie rimane completamente inspiegata anche se, unendo tutti i riferimenti e le citazioni presenti in tutte le serie e film dell'universo di Star Trek, è possibile tracciare coerentemente la loro origine. Nella serie Picard, incentrata anche su Borg e Romulani, si hanno molti riferimenti che collegano i Romulani alla civiltà di macchine senzienti, ad esempio il segreto conservato per migliaia di anni dai Romulani ("L'avvertimento") da cui scaturisce il loro interesse per le forme di vita artificiali; poi, nella serie The Next Generation, le affermazioni fatte da Guinan, che ha conosciuto prima degli altri la civiltà Borg, riportano a organismi composti con una tecnologia che la stessa Guinan fa risalire a centinaia di migliaia di anni di evoluzione. In un’altra occasione, sempre in questa serie, la USS Yamato ritrova un manufatto archeologico di tecnologia avanzatissima iconiana di centinaia di migliaia di anni addietro; inoltre nella serie Voyager si incontra la specie aliena dei Vaadwaur, abitanti del Quadrante Delta che sono stati in animazione sospesa per 900 anni: essi raccontano che i Borg esisterebbero nel Quadrante Delta da solo circa mille anni e avrebbero assimilato solo alcune civiltà.
Ci sono poi alcuni dati riportati nei romanzi ufficialmente inclusi nel canone di Star Trek, come quelli di Diane Duane e, infine, le nozioni sugli Iconiani in Star Trek: Deep Space Nine: ricorrono sempre come androidi sintetici, costruiti da un'antichissima civiltà centinaia di migliaia di anni prima, che poi distrussero i loro creatori, ritrovati da Kirk nella serie classica. A ciò si aggiungono le scoperte fatte nel primo film in cui V'ger riporta alcuni dati su antiche civiltà di vita artificiale: si tratta di dati che, anche se non riferiti ai Borg, restano comunque coerenti con la possibile storia della loro origine.
Unendo tutti questi riferimenti, si ipotizza che i Borg sarebbero stati originati dai resti della civiltà Iconiana, una delle civiltà più avanzate, antiche e potenti, esistita dove ora sarebbero i confini dello spazio Romulano, dotata di tecnologie cibernetiche e intelligenza artificiale sviluppate da centinaia di migliaia di anni dagli Iconiani ora estinti; si tratta forse della stessa tecnologia alla base della trasformazione di V'ger: gli Iconiani si sarebbero fusi, circa 2.000 anni prima degli eventi nel 2399, ad un gruppo di cloni Romulani.
All'incirca nel IV secolo AD, ottantamila bellicosi dissidenti Vulcaniani rifiutarono di abbracciare la filosofia di pace e logica: questi, che poi diventeranno i Romulani, viaggiando per 130 anni alla ricerca di un pianeta da colonizzare, entrarono nella zona del Quadrante Beta, che poi sarà lo spazio Romulano, incontrando anche un sistema stellare composto da otto astri, ovvero la zona dell'antico Impero Iconiano, colonizzando poi Romulus e Remus. Alcuni di essi, detti "Ship Clans", decisero di non scendere sul pianeta e, riluttanti, decisero di non abbandonare la tecnologia e l'astronave e continuarono a spostarsi nello spazio. Nel loro peregrinare, giunsero su Iconia dove si trovavano i resti della civiltà molto avanzata che aveva creato forme di vita artificiali e una tecnologia molto raffinata di vita sintetica. Quindi i Romulani si impossessarono di queste reliquie di tecnologia e intelligenza artificiale della civiltà estinta.
La Romulana ToriUh, capo di una fazione sul pianeta, cominciò a clonare Romulani per costituire un esercito e quindi si alleò con i "Ship Clans" per utilizzare la loro tecnologia e integrarla ai cloni per poi trasformarli in una milizia utile a sottomettere altre popolazioni - ciò che poi sarebbe diventata una forma primordiale di Borg - per poi proclamarsi Regina della fazione dei Romulani clonati e potenziati dalla tecnologia iconiana; quella stessa Regina poi sarebbe diventata la Regina Borg. Per completare il quadro, è necessario ricordare che dagli Iconiani fu lasciata una memoria su uno dei pianeti nel sistema ad otto stelle (posizionate in modo artificiale dall'antica civiltà Iconiana), che è poi lo stesso sistema stellare di Iconia, per avvertire circa i pericoli delle forme di vita artificiali che centinaia di migliaia di anni addietro distrussero i loro creatori: i Romulani si tramandarono questa storia attraverso una società segreta (Zhat Vash) come futuro monito e prevenzione del "Secondo Ritorno" degli esseri artificiali mantenendo vivo l'odio per gli organismi sintetici cibernetici.
Tra il 550 AD ed il 1400 AD, i primordiali Borg, cloni transfughi scartati dalla società Romulana, si trasferirono dal Quadrante Beta a quello Delta, restando isolati e forse danneggiati, in preda a un sentimento di abbandono; essi si evolsero per formare una collettività e, assimilando altre civiltà, finirono per divenire ciò che viene raccontato nelle saghe di Star Trek. Quindi, la specie assimilata 001, i primi umanoidi costituenti i Borg, sarebbero Romulani; essi assimilarono, secondo Sette di Nove, la specie 262 nel 2145 ma poi, nei successivi 250 anni, assimilarono circa diecimila civiltà riflettendo il fatto che i Borg, così come sono noti, esisterebbero da un paio di migliaia di anni, seppur da molto meno nel Quadrante Delta, mostrando un tasso di crescita esplosivo solo nell'ultimo secolo.

### Contatti
Dalle vicende della USS Voyager sappiamo che il territorio nativo dei Borg è il Quadrante Delta. Nel XXIV secolo terrestre essi ne occupano gran parte, hanno assimilato migliaia di specie, ed esteso il loro spazio per svariati anni luce. Tuttavia, se da una parte la loro supremazia nel Quadrante Delta (dove a parte gli Hirogeni e i Kazon non esistono altre rilevanti organizzazioni politiche interplanetarie) dall'altra essi hanno trovato parecchie difficoltà nelle invasioni dei Quadranti Alfa, Beta e Gamma, dove la presenza di grandi alleanze di civiltà avanzate, quali la Federazione dei Pianeti Uniti, l'Impero Klingon, l'Impero Stellare Romulano (nei Quadranti Alfa e Beta) e il Dominio (nel Quadrante Gamma) li ha in alcuni casi costretti alla ritirata, anche se continueranno nel tempo a rivelarsi una minaccia ricorrente. 

Il primo contatto della Federazione dei Pianeti Uniti con i Borg avviene a causa dell'intervento di Q che scaglia l'astronave USS Enterprise D nel Quadrante Beta, nel settore J-25, mettendola in contatto con un cubo Borg ed esponendola alla loro minaccia. L'Enterprise combatte contro il cubo Borg con scarsi risultati: la superiorità tecnologica dei Borg è schiacciante, ma nel momento in cui l'Enterprise D sta per soccombere, Q la riporta nello spazio, salvandola dai Borg. Sempre nello stesso episodio Q dice al capitano Picard: 
Inizialmente il capitano pensa che Q avesse messo la Federazione dinanzi a una gravissima minaccia, ma in seguito si scopre che i Borg erano già sulle tracce della Federazione e che quindi Q non aveva fatto altro che avvertire la Federazione della minaccia imminente.
Il secondo contatto si ha nel doppio episodio a cavallo tra la fine della terza stagione e l'inizio della quarta ritenuto una delle migliori puntate della serie The Next Generation. Qui i Borg inseguono l'Enterprise D e assimilano il capitano Picard, assegnandogli il nome di Locutus di Borg ("Colui che è deputato a parlare") e attribuendogli il ruolo di portavoce con la Federazione. Durante questa puntata si svolge la battaglia di Wolf 359, nella quale la Flotta Stellare Federale viene distrutta dal Cubo Borg mandato per assimilare la Terra nello spazio di Wolf 359. L'Enterprise riesce a recuperare il capitano con una missione molto ardita e in seguito, utilizzando gli impianti del capitano, riesce a distruggere il Cubo Borg che orbitava attorno alla Terra mentre questo si preparava ad assimilarla.
L'Enterprise di Picard incontrerà altre due volte i Borg. In un'occasione l'Enterprise capta una richiesta di aiuto che si rivela inviata da un ricognitore Borg precipitato su una luna nell'ammasso di Argolys. Tutti i componenti dell'equipaggio sono morti, tranne un adolescente Borg gravemente ferito che viene teletrasportato a bordo e curato dalla dottoressa Crusher. Il capitano Picard ordina a Data, La Forge e alla dottoressa Crusher di individuare un metodo per servirsi del drone per distruggere il Collettivo Borg ma, durante tale processo, egli inizia a manifestare segni di una emergente autoconsapevolezza che amplifica il suo senso di individualità. Così Picard decide di permettere al ragazzo, che viene chiamato dall'equipaggio Tugh (in inglese Hugh), di tornare in seno alla mente collettiva: la speranza di Picard è che, nel breve attimo prima della riassimilazione, l'essenza dell'esperienza dell'individualità possa essere veicolo di "contagio" verso altri droni Borg.
La seconda occasione di incontro con i Borg avviene in un doppio episodio in cui si trattano gli effetti dell'incontro tra Tugh e l'Enterprise D. I Borg del vascello di Tugh hanno sperimentato il concetto di individualità, ma, caduti preda del dissenso interno e non ancora capaci di collaborare come individui invece che come parti di un Collettivo, vengono esclusi dalla Collettività Borg. Ridotti alla fame e incapaci di governare il loro stesso vascello, cadono preda delle mire di Lore, il fratello androide di Data.
I Borg in seguito divengono ricorrenti nell'universo di Star Trek, diventando inoltre l'elemento centrale di un film, Primo contatto (Star Trek: First Contact, 1996): i Borg cercano nuovamente di assimilare la Terra ma, questa volta, la Flotta Stellare, avendo appreso dagli errori precedenti, riesce a distruggere il Cubo Borg. Appena prima che il Cubo venga distrutto, da questo fuoriesce una Sfera che apre un vortice temporale, trasferendosi nel passato della Terra allo scopo di impedire il primo contatto della razza umana con i Vulcaniani e conseguentemente la nascita della Federazione. L'Enterprise E insegue subito la Sfera con l'obiettivo di distruggerla e di impedirle di cambiare il passato. La missione ha successo e l'equipaggio riesce nuovamente a salvare la Terra dall'assimilazione.
I Borg saranno invece una presenza costante nella serie Star Trek: Voyager, ed è il capitano Kathryn Janeway (interpretata da Kate Mulgrew), che, al comando della nave stellare USS Voyager NCC-74656, farà di un ex drone, Sette di Nove (designazione completa è Sette di Nove Terziario Aggiunto dell'Unimatrice Zero Uno), un membro stabile dell'equipaggio. Il legame con la collettività rimane in Sette di Nove molto radicato tanto che, al nome umano di Annika Hansen, preferisce la sua designazione Borg. Sarà determinante la decisione del capitano Janeway di recidere il collegamento di Sette di Nove con la Collettività quando, al termine di una temporanea alleanza, non rispettando gli accordi, Sette di Nove, anziché garantire un passaggio sicuro attraverso lo spazio Borg, tentò invece di dirottare la Voyager con l'obiettivo di assimilare nave ed equipaggio. L'interruzione del nesso tra il drone e la mente collettiva, nonché il bisogno di cure mediche dopo la rimozione della quasi totalità degli impianti cibernetici, costringerà quest'ultima a rimanere a bordo della Voyager.
La Voyager, per quasi l'intera durata della serie, sarà sola e persa nel Quadrante Delta nel tentativo di tornare a casa. Il Quadrante Delta si rivelerà il territorio natio dei Borg, cosa che inevitabilmente porterà la Voyager a scontri diretti con la Collettività, oppure ad alleanze (seppur temporanee). Per sventare la minaccia della Specie 8472 l'aiuto della Voyager è stato fondamentale, perché quasi certamente i Borg sarebbero stati sterminati.
Altro esempio di collaborazione si presentò quando alcuni droni Borg adolescenti, rimasti soli in pochi esemplari, nel tentativo di governare e riparare un cubo normalmente governato da migliaia di droni, inizieranno una collaborazione che li porterà infine a essere liberati dalla Collettività, integrandosi anch'essi all'equipaggio della nave federale. La loro tutela fu affidata dal capitano a Sette di Nove, convinta che l'esperienza analoga da lei vissuta, e consapevole delle difficoltà riscontrate per trovare una propria individualità, avrebbe fornito un aiuto più concreto e mirato.
I Borg subiscono la loro più grave sconfitta nel 2377, quando la USS Voyager grazie ai sensori astrometrici, individua un'alta concentrazione di quelli che inizialmente ipotizzarono fossero centinaia di tunnel spaziali celati nel cuore di una nebulosa. Solo in seguito si scoprì che si trattava di un fulcro di transcurvatura Borg. Questo complesso di condotti consentiva la dislocazione di innumerevoli vascelli Borg, in ognuno dei quadranti galattici, rappresentando indubbiamente il vantaggio tattico più importante. La rilevanza strategica nel controllare un tale complesso che, da quanto riferito dall'ex drone Sette di Nove, rappresentava uno dei soli sei esistenti nell'intera Galassia, era notevole e da questo ne conseguiva una imponente difesa da parte di innumerevoli cubi Borg pesantemente armati. La Voyager scopre il fulcro grazie a un'anziana Kathryn Janeway (l'allora capitano della nave) che, raggiunta infine la Terra e ritiratasi con il grado di ammiraglio della Flotta Stellare, decide di tornare indietro nel tempo quando le si presenta la possibilità di ottenere un futuristico dispositivo temporale con la reale possibilità di cambiare il corso degli eventi.
Il piano dell'ammiraglio ha gli obiettivi di diminuire la durata del viaggio (che sarebbe ancora di più di 16 anni) e di evitare le gravi conseguenze che questi lunghi anni comporteranno: membri dell'equipaggio vittime di malattie curabili solo nel Quadrante Alfa; altri morti per diversi motivi.  Si evincerà che proprio la morte di Sette di Nove sarà il vero motivo della determinazione di cambiare il futuro, motivo tanto forte da ignorare le severe direttive federali che impediscono tali azioni. L'ammiraglio vuole che la USS Voyager utilizzi il fulcro di transcurvatura per tornare sulla Terra, ma il capitano Janeway, una volta resasi conto dell'importanza strategica del fulcro, decide di distruggerlo. L'ammiraglio Janeway, seppur in disaccordo, si adeguerà alla decisione della capitano sua alter-ego, sacrificando se stessa in aiuto del capitano, con uno stratagemma che metterà in atto una volta raggiunto il plesso centrale Borg, punto nevralgico sotto il diretto controllo dalla Regina.
Per scoprire le intenzioni dell'ammiraglio, la Regina l'assimilerà; ella, però, precedentemente si era volontariamente infettata con un patogeno neurolitico, consapevole che l'assimilazione avrebbe infettato l'intera collettività. Questo patogeno causerà l'interruzione dei collegamenti tra i droni Borg e la Collettività, portandola nel caos; un danno talmente incisivo da determinare la perdita totale del controllo, con l'effetto di provocare la distruzione dell'intera rete di condotti e di tutto il Complesso Centrale. Approfittando del momento di caos, il capitano Janeway completa l'opera di distruzione, percorrendo il condotto che porta la USS Voyager nel Quadrante Alfa e, quando la nave è all'interno, fa implodere la parte del condotto alle spalle di essa utilizzando le armi portate dal futuro XXV secolo (alle quali i Borg non sono riusciti ad adattarsi, sia per la complessità della tecnologia ancora sconosciuta, sia per l'impossibilità di sfruttare la potenza collettiva). determinando la totale distruzione della struttura. La Voyager esce dai condotti a pochissima distanza Terra, contemporaneamente all’implosione dell'ultimo tratto del condotto di transcurvatura. Lo stato della Collettività Borg, dopo la distruzione dei condotti e del Complesso Centrale, resta del tutto sconosciuto. Si può ipotizzare la riuscita della sua distruzione dall'arrivo della Voyager, che non sarebbe potuto avvenire se gli ordini della Regina Borg di intercettarla e distruggerla - cosicché nulla di ciò che accade sarebbe accaduto - fossero stati eseguiti.
Gli eventi occorsi nel film Primo contatto presentano un paradosso temporale che si evince nella serie televisiva Star Trek: Enterprise: alcuni Borg si salvano dalla distruzione della loro sfera, teletrasportandosi sulla Terra al Polo Nord, rimanendo così congelati finché non vengono rinvenuti durante una missione scientifica e dall'evolversi dei fatti ne consegue la loro liberazione. I Borg prendono rapidamente il sopravvento sul personale della missione, riuscendo a rubare, nel tentativo di fuggire, una nave stellare. Inseguiti dalla nave stellare terrestre Enterprise NX-01, vengono però distrutti. L'equipaggio dell'Enterprise scopre che, durante la fuga, i Borg sono riusciti a inviare un messaggio alla Collettività, che giungerà nel Quadrante Delta nel XXIV secolo, dando così modo ai Borg di venire a conoscenza dell'esistenza delle civiltà del quadrante e quindi, probabilmente, la ricezione di quella trasmissione è la causa delle prime incursioni dei Borg nello spazio della Federazione, tra cui quella nella Zona Neutrale del 2364.
Una seconda ipotesi di come i Borg potessero essere venuti a conoscenza dell'esistenza dei Terrestri la formulò Spock, sostenendo che la sonda aliena V'ger (con la quale l'Enterprise si confronta nel primo film) riconosciuta in seguito come Voyager 6, un'antica sonda di origine terrestre che, dopo centinaia di anni di viaggio, fosse stata intercettata, modificata e potenziata da una civiltà cibernetica che la inviò in missione di esplorazione del cosmo. L'ipotesi è che fossero i Borg la specie aliena che intercettò la sonda, tant'è che Spock, avendo fatto una fusione mentale con V'ger, non potesse essere assimilato, avendo individuato nella sua mente, al momento dell'assimilazione, i nodi corticali tipici della tecnologia Borg, questi interrompendo immediatamente la procedura, giudicata ridondante.

## Sviluppo
Apparvero per la prima volta nell'episodio Chi è Q? della seconda stagione di Star Trek: The Next Generation tuttavia, come scritto nel commento all'edizione da collezione del film Primo contatto, il grafico Michael Okuda rivelò che già durante la prima stagione si pensava di ideare un nemico credibile e potente della Federazione. La specie coercitiva e simbiotica apparsa nell'episodio Cospirazione verso la fine della prima stagione non parve però adatta per il pubblico di Star Trek e non venne più riproposta. Del resto, i Klingon erano ormai alleati e i Romulani non apparivano quasi mai, mentre la connotazione comica e capitalista dei Ferengi non li rendeva particolarmente convincenti al grande pubblico.
Maurice Hurley, produttore e sceneggiatore di Star Trek negli anni ottanta, concepì inizialmente i Borg come una razza insettoide che sarebbe dovuta apparire già all'inizio della serie, tuttavia, a causa di uno sciopero della Writers Guild of America nel 1988, la loro apparizione venne rimandata e, quando nel sedicesimo episodio della seconda stagione Chi è Q apparvero per la prima volta, il loro aspetto era cambiato dalla forma insettoide alla forma più "economica" di cyborg. Il suono delle voci multiple dei Borg (presente nell'audio originale inglese, non doppiata nella versione italiana) fu un'idea del tecnico dei suoni Bill Wistrom e del co-produttore Merri Howard che, dopo numerose prove, riuscirono a sovrapporre più voci in modo tale da far sembrare la voce della collettività Borg formata da migliaia o milioni di individui che parlavano contemporaneamente.

## Frasi ricorrenti
Il classico messaggio Borg è:
- «Noi siamo Borg. Le vostre peculiarità biologiche e tecnologiche saranno assimilate. La resistenza è inutile.»

Nel film Primo contatto il messaggio era:
- «Noi siamo i Borg. Abbassate i vostri scudi e arrendetevi. Assimileremo le vostre peculiarità biologiche e tecnologiche alle nostre. La vostra cultura si adatterà a servire noi. La resistenza è inutile.»

(Questi messaggi sono molto simili al messaggio che i Cyberuomini della serie Doctor Who hanno pronunciato in più di un'occasione, «Resistere è inutile!». Inoltre, in un’occasione, il Cybercontroller – equivalente della Regina Borg – ha detto al Dottore «Lottare è inutile!».
Nell'episodio 21 della prima stagione della serie originale, la macchina "Landrú" pronuncia parole affini a quelle della collettività.
Locutus (Picard assimilato) ha dichiarato prima della battaglia di Wolf 359:
- «Io sono Locutus di Borg. La resistenza è inutile. La vostra vita, come è stata, è finita. Da questo momento in avanti, voi sarete al nostro servizio.»

Nella serie Star Trek: Voyager, i Borg soccombono alla Specie 8472, alieni tripodi con un DNA molto complesso che abitano nello spazio "fluido":
- «Noi siamo i Borg, l'esistenza come voi la conoscete è terminata, assimileremo le vostre peculiarità biologiche e tecnologiche alle nostre. La resistenza è inutile.»

## Borg celebri
- Regina Borg (in inglese Borg Queen), interpretata da Alice Krige[E 1], Susanna Thompson [E 2], Annie Wersching[E 3], Alison Pill[E 4], Lark Voorhies[E 5], doppiata in italiano da Vittoria Febbi[E 6], Anna Cesareni[E 7], Federica De Bortoli[E 8].
La Regina Borg è un drone particolare, in grado di comandare la collettività ma, al tempo stesso, è in grado di pensare come un individuo e comprendere le emozioni.
- Locutus di Borg (in inglese Locutus of Borg), interpretato da Patrick Stewart[20][21], doppiato in italiano da Alessandro Rossi.
Il capitano Jean-Luc Picard della USS Enterprise D viene assimilato dai Borg in data stellare 43989.1 (2366) e gli viene assegnato il nome di Locutus di Borg, così da permettere alla collettività di avere un interlocutore umano in prospettiva di assimilare la Federazione. Durante questa fase, avviene l'attacco dei Borg nella celebre battaglia di Wolf 359, che porta alla sconfitta dei Borg e al recupero del capitano Picard che viene scollegato dalla collettività e a cui vengono rimossi tutti gli impianti Borg.
- Tugh (in inglese Hugh), designazione Borg Terzo di Cinque (in inglese Third of Five), interpretato da Jonathan Del Arco[E 9], doppiato in italiano da Corrado Conforti[28], da Simone Mori[29]' e da Christian Iansante [E 10].
Tugh è un drone borg che viene recuperato dall'equipaggio dell'Enterprise D e scollegato dalla Collettività; viene aiutato a sviluppare una propria individualità, pur non essendo possibile recuperare la sua biologia, né estrargli gli impianti Borg. Il piano del capitano Picard è quello di ricollegarlo alla Collettività con la sua nuova personalità individualista, così da trasmettere il senso di individualità a tutta la Collettività al fine di annientarla. Quando Tugh viene ricollegato, tuttavia, la Collettività, riconosciuta immediatamente la sua anomalia, scollega lui e tutto il suo gruppo, facendone dei reietti della Collettività. In seguito alla distruzione di Romulus, trova impiego nel cubo Borg occupato dai Romulani, dove ricopre il ruolo di direttore.
- Sette di Nove (in inglese Seven of Nine), vero nome Annika Hansen, interpretata da Jeri Ryan[E 11], Erica Lynne Bryan[E 12] e da Rye[E 13], doppiata in italiano da Monica Gravina[E 14] e da Francesca Fiorentini[E 15].
È un'umana, assimilata dai Borg da bambina, che viene liberata dall'equipaggio della Voyager; rimane a bordo dell'astronave, dopo che il Capitano Janeway ha stretto un'alleanza temporanea con i Borg per sconfiggere la Specie 8472.
- Icheb, interpretato da Manu Intiraymi[E 16] e da Casey King[E 17].
Ex drone Borg, appartenente alla specie Brunali, liberato assieme ad altri bambini e adolescenti dalla comunità dalla USS Voyager durante il suo viaggio nel Quadrante Delta. Diviene il pupillo di Sette di Nove, che lo considera come un figlio, ma viene rapito da Bjayzl per sottrargli gli impianti Borg. Ritrovato da Sette di Nove, viene da questa ucciso per evitargli ulteriori sofferenze.[30]

## Filmografia

### Cinema
- Primo contatto (Star Trek: First Contact), regia di Jonathan Frakes (1996)

### Televisione
- Star Trek: The Next Generation - serie TV, 6 episodi (1989-1993)
- Star Trek: Deep Space Nine - serie TV, episodi 1x01-1x02 (1993)
- Star Trek: Voyager - serie TV, 23 episodi (1997-2001)
- Star Trek: Enterprise - serie TV, episodio 2x23 (2003)
- Star Trek: Picard - serie TV, 12 episodi (2020-2022)
- Star Trek: Lower Decks - serie animata, 5 episodi (2020-2021)
- Star Trek: Prodigy - serie animata, episodio 1x12 (2022)

## Libri (parziale)

### Romanzi
- (EN) Peter David, Vendetta. The Giant Novel, collana Star Trek: The Next Generation, New York, Pocket Books, 1991, ISBN 0-671-74145-4.
- (EN) David Mack, Gods of Night, collana Star Trek: Destiny, n. 1, New York, Pocket Books, 2008, ISBN 1416551719.
- (EN) David Mack, Mere Mortals, collana Star Trek: Destiny, n. 2, New York, Pocket Books, 2008, ISBN 1416551727.
- (EN) David Mack, Lost Souls, collana Star Trek: Destiny, n. 3, New York, Pocket Books, 2008, ISBN 1416551751.

## Videogiochi (parziale)
- Star Trek Online (2010)
- Star Trek Timelines (2020)

## Citazioni e omaggi

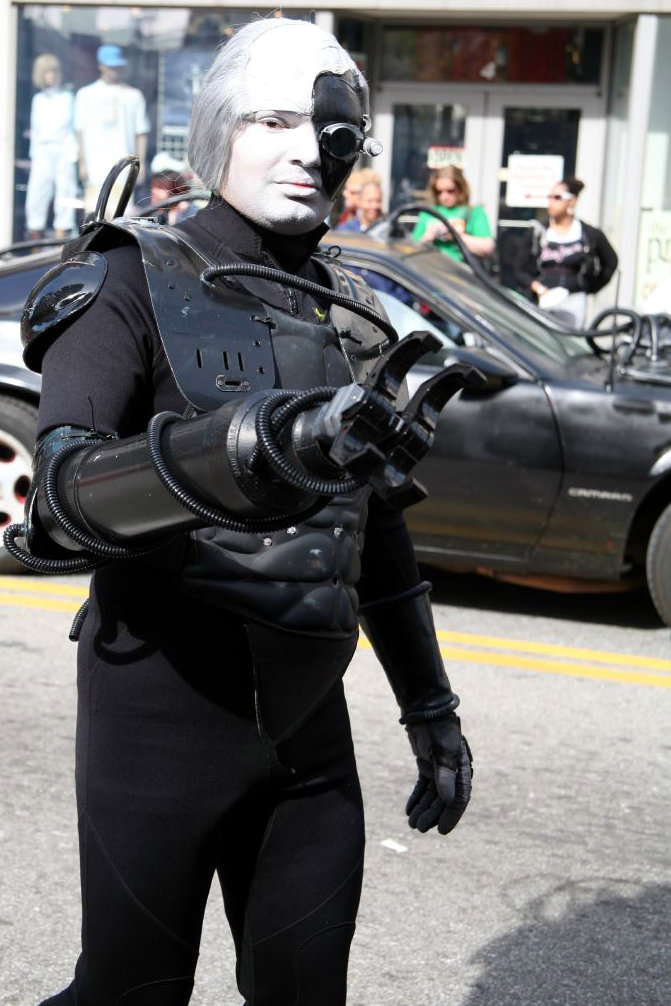
Cosplayer di un drone Borg

### Cinema
- In una parte del film MirrorMask (Dave McKean, 2005) compaiono dei cyborg identici l'uno all'altro, con volto femminile, che escono simultaneamente da scatole metalliche cantando in sincrono il brano (They Long to Be) Close to You ed eseguendo dei movimenti che ricordano gli automi. Le similitudini con i Borg si riscontrano nel fatto di essere calvi e soprattutto nell'avere, al posto dell'occhio destro, un visore (anche se sormontato da un orologio) collegato tramite fili alla scatola cranica. Altre similitudini si possono riscontrare nell'agire simbiotico, che dà l'impressione di una mente collettiva; e nel fatto che la protagonista del film, dopo il contatto con essi, cambi nell'aspetto sia fisico che psicologico, come avviene nell'assimilazione Borg[31].
- Nel film Fanboys i protagonisti (fan di Guerre stellari e quindi controparte dei "trekkie") si intrufolano in un convegno di appassionati di Star Trek e, quando vengono smascherati, iniziano un battibecco su quale serie fosse la migliore; il più infervorato dei fan di Star Trek, afferma che vorrebbe vedere Dart Fener combattere contro un Borg, consapevole del fatto che perderebbe clamorosamente. Di contro, uno dei protagonisti e quindi sostenitore di Guerre stellari,  Windows (Jay Baruchel) per l'esattezza, ribatte dicendo che Dart Fener potrebbe sconfiggere un esercito di Borg solo con la forza del pensiero.
- Nell'universo espanso di Guerre stellari esiste una razza ispirata dai Borg chiamata Iskalloni, apparsa per la prima volta nel 1993 in un gioco di ruolo.[senza fonte]

### Videogiochi
- Nel videogioco Spore la specie aliena dei Grox è ispirata ai Borg. Occupano una vasta regione della galassia, sono estremamente aggressivi e dotati di impianti Cyborg. Inizialmente gli sviluppatori avevano pensato di chiamarli Grob (Borg al contrario), ma poi hanno abbandonato l'idea, lasciando tuttavia un file di testo nelle cartelle d'installazione del gioco contenente la dicitura “Grox=Borg”. Inoltre, una delle medaglie che è possibile sbloccare durante il gioco è chiamata "Danza con il Diavolo", che si ottiene qualora si riesca a stringere un'alleanza con i Grox, e questo potrebbe essere un richiamo a una frase detta dal Capitano Kathryn Janeway quando, dicendo «What if I made an appeal... to the Devil?», si rende conto che l'unico modo che hanno per superare lo spazio Borg è stringere un'alleanza con loro.

### Fumetti
- Nel fumetto italiano Nathan Never, della Sergio Bonelli Editore, i Borg hanno ispirato la creazione dei temibili esseri mutanti tecnobiologici noti come Tecnodroidi. Nella serie, tuttavia, gli esseri hanno origine da una mutazione genetica dell'Umanità e non dall'innesto successivo di parti biomeccaniche, nascendo già mutati.
- Nella miniserie statunitense Assimilation² edita da IDW Publishing, i Borg incontrano i Cybermen della serie Doctor Who, questo evento porta alla collaborazione tra l'equipaggio dell'Enterprise comandato dal capitano Picard con il Dottore, assieme ad Amy Pond e Rory Williams.

### Libri
- Nel romanzo Accelerando di Charles Stross il personaggio Bob Franklin, investitore milionario, attraverso l'upload della propria coscienza diventa il progenitore del borganismo "Collettivo Franklin". I singoli componenti vengono espressamente definiti "borg".